# Brambauer
Brambauer ist mit fast 20.000 Einwohnern der größte Ortsteil bzw. statistische Bezirk von Lünen in Nordrhein-Westfalen. Er gehört zur Gemarkung 1273 Brambauer. Neben der Lüner Innenstadt, Lünen-Süd und Nordlünen hat Brambauer die Funktion eines Ortsteilzentrums.
Aufgrund der erhöhten Migration besitzt Brambauer heutzutage eine multikulturelle Bevölkerungsschichtung.

## Geographie
Brambauer befindet sich am westlichen Lüner Stadtrand. Aufgrund seiner großen Entfernung zum Lüner Stadtzentrum, seiner Nähe zur Grenze der Stadt Dortmund sowie dessen Telefonvorwahl 0231 erweckt der Ortsteil zumeist den Eindruck einer eigenständigen Stadt. Brambauer grenzt im Süden unmittelbar an den Siedlungskern des Dortmunder Stadtteils Brechten und erstreckt sich auch deutlich über die B 54 hinaus, die in diesem Abschnitt von Lünen über Brechten nach Dortmund verläuft. Im Nordwesten grenzt Brambauer an Waltrop.
Die Siedlungsstruktur des Ortes ist relativ uneinheitlich. Vielerorts dominieren Zechenhäuser und kleinere Mehrfamilienhäuser das Ortsbild. Dies trifft insbesondere auf die zentraleren sowie westlichen Bereiche Brambauers zu. Baulücken wurden in jüngerer Zeit größtenteils durch Doppel- und Reihenhausbebauung geschlossen. An Brambauers südlichem Ortsrand entstanden auch Siedlungen mit Einfamilienhäusern.

## Geschichte
Brambauer wurde 1545 erstmals urkundlich erwähnt, hieß damals noch Braemburschopp und gehörte zum Reichshof Elmenhorst. Im Jahr 1565 wurden die Grenzen zwischen der Grafschaft Dortmund, zu der Brambauer gehörte, und der Grafschaft Mark, zu der Lippholthausen gehörte, festgelegt. Ab 1815 war Brambauer eine Gemeinde in der Bürgermeisterei bzw. ab 1844 im Amt Lünen. Im Jahr 1897 wurde der Schacht I der Zeche Minister Achenbach abgeteuft. Die Teufe des Schachtes II erfolgte 1899, die des Schachtes III 1909. Die beiden Kolonien, die Alte Kolonie und die Neue Kolonie, wurden in der Zeit von 1900 bis 1907 errichtet. Von 1905 bis 1914 gehörten Brambauer, Holthausen, Brechten, Eving, Lindenhorst, Kemminghausen und Lippholthausen zum Amt Eving. Von 1914 bis 1928 bildete Brambauer gemeinsam mit den Orten Brechten und Holthausen das Amt Brambauer. Das damalige Amtsgebäude wird heute als Krankenhaus Klinik am Park Lünen genutzt.
Im Zuge einer Kommunalreform und der damit zusammenhängenden Auflösung des Landkreises Dortmund 1928 wurde Brambauer, das nach den Plänen der preußischen Regierung ein Stadtteil Dortmunds werden sollte, auf Beschluss des Preußischen Landtags am 1. April 1928 nach Lünen eingemeindet. Zu dieser Zeit hatte Brambauer 13.351 Einwohner.
Teile Brambauers wurden am 1. Juli 1950 im Austausch an die Stadt Dortmund abgetreten. Brambauer erhielt das ursprünglich zu Schwieringhausen gehörende Gebiet westlich der Schulenkampstraße, des Schwester-Elisabeth-Weges, des Pfarrer-Kock-Weges und des zur Waltroper Kanonenstraße führenden Abzweigs der Ferdinandstraße (etwa 82,28 ha). Die an Dortmund abgetretenen Flurstücke liegen westlich der Oetringhauser Straße und auch südlich der A 2 und gehören jetzt zu Brechten und Holthausen (zusammen etwa 73,34 ha).
Nach den Zechengründungen kamen zunächst Arbeitssuchende aus dem damaligen Osten des deutschen Reiches, aus Italien, Österreich und den Niederlanden nach Brambauer, sodass die Einwohnerzahl von 6310 (1906) deutlich anwuchs. Seit den 1950er-Jahren ließen sich auch Gastarbeiter aus der Türkei nieder, die in den Bergbauberufen Arbeit fanden. In den 1990er-Jahren kamen dann vornehmlich Spätaussiedler aus Osteuropa hinzu.
1968 hatte Brambauer rd. 25.600 Einwohner. Deutlich zurück ging die Einwohnerzahl bis zum Jahr 1976 auf 19.294. Im Jahr 1987 waren es noch 19.403 Einwohner. Im Jahr 2017 betrug die Einwohnerzahl 19.367. Vier Jahre später hatte Brambauer 19.398 Einwohner.

## Wirtschaft und Infrastruktur

### Wirtschaft

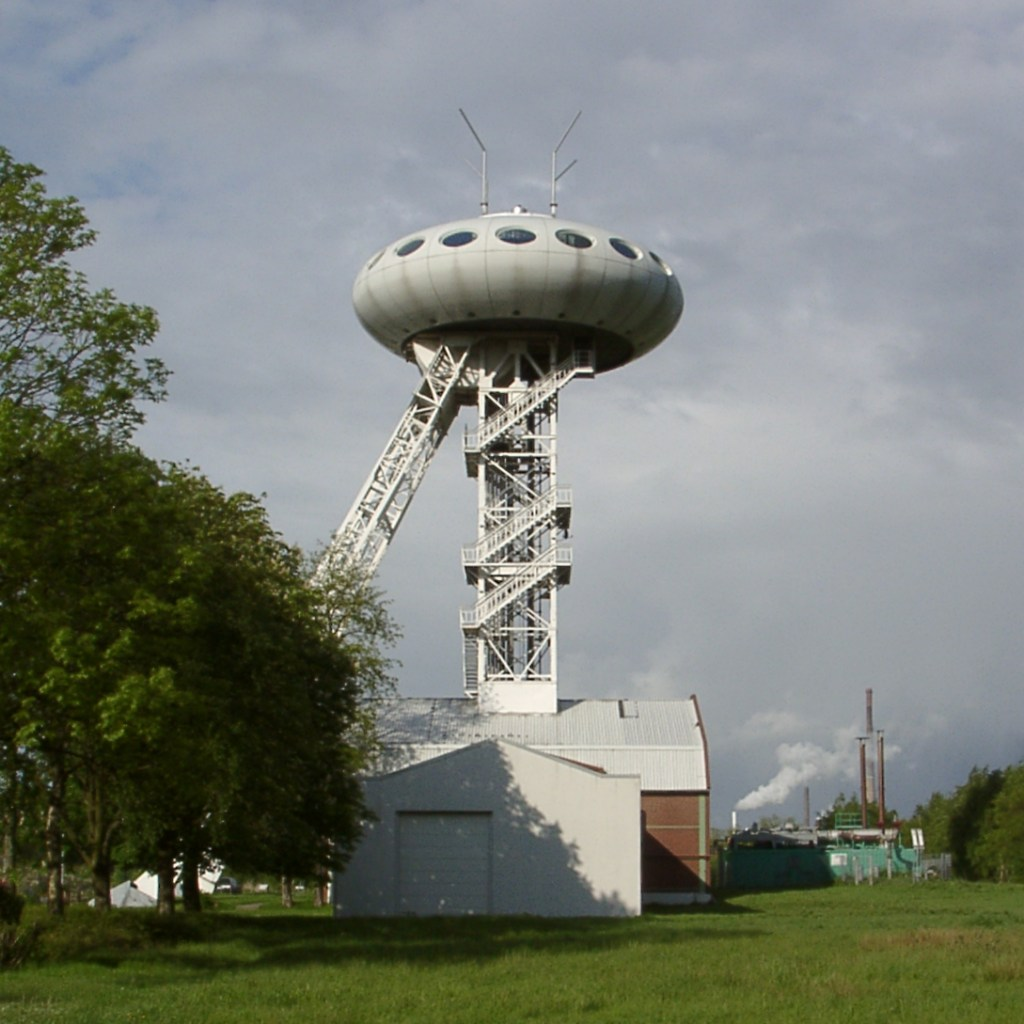
LÜNTEC-Tower mit Colani-Ei

Brambauer, zunächst als Bauerschaft in Ginsterlandschaft (Bram, auch Brahm) dem Ackerbau verschrieben, war seit Ende des 19. Jahrhunderts Standort des Steinkohlenbergbaus. Im Jahre 1897 nahm hier die Zeche Minister Achenbach den Betrieb ihrer Förderschächte auf. Unter anderem war der Fotograf und Heimatforscher Justus Pabst von 1903 bis 1945 als Korrespondent bei der Zeche Minister Achenbach in Brambauer tätig und war dort vor allem für den französischen Schriftwechsel verantwortlich. Nach der Schließung der Zeche 1992 entstand auf dem Gelände der Schachtanlage 4 das Technologiezentrum Lünen (LÜNTEC). 1995 wurde der Förderturm umgebaut und ihm das vom Designer Luigi Colani (1928–2019) entworfene, sogenannte Colani-Ei aufgesetzt.
Heutzutage gibt es in Brambauer mehrere Gewerbegebiete, im Westen das Areal der ehemaligen Zeche Minister Achenbach sowie im Osten die Gebiete Im Berge, Im Berge Ost und Wethmarheide (nicht zu verwechseln mit der Wethmarmark, die sich in Wethmar befindet). Zudem ist das mit Dortmund gemeinsam zu erschließende Gewerbegebiet Groppenbruch in Planung. Weiterhin befindet sich in Brambauer der am Datteln-Hamm-Kanal gelegene Stummhafen.

### Verkehr
Durch Brambauer führen zwei wichtige Landesstraßen:
- Die L 511 beginnt im Oberhausener Stadtteil Osterfeld. Sie verläuft hauptsächlich in West-Ost-Richtung über Bottrop, Gladbeck, Gelsenkirchen, Recklinghausen, den Süden Dattelns, Waltrop und Brambauer bis zur B 54 im Dortmunder Stadtteil Brechten. Durch Brambauer verläuft sie in Nord-Süd-Richtung.
- Die L 654 kommt von Mengede und durchquert Brambauer in West-Ost-Richtung. Sie trifft südlich des Datteln-Hamm-Kanals auf die B 54. Sie endet in Pelkum.

Die Kreuzung dieser beiden Straßen ist die wichtigste in Brambauer.
Die 1904 eröffnete Straßenbahnlinie Brambauer–Fredenbaum, die später bis Hörde (Clarenberg) verlängert wurde und in Brambauer einen Betriebshof hatte, trägt als Stadtbahn jetzt die Linienbezeichnung U 41 der Stadtbahn Dortmund.
Busse der Verkehrsgesellschaft Kreis Unna fahren zum Zentralen Omnibusbahnhof in Lünen (Linie C 1) und zur Wethmar Mark (Linie C 6), der Dortmunder Stadtwerke DSW21 (Verkehr) nach Mengede (Linie 474) und der Vestischen Straßenbahnen nach Waltrop (Linie 284).

### Schulen
In Brambauer gibt es die folgenden Schulen:
Grundschulen
- Wittekindschule
- Schule auf dem Kelm
- Elisabethschule

Weiterführende Schulen
- Profilschule Lünen (Hauptschule)
- Realschule Lünen-Brambauer

## Politik

### Bundestag
Der für den Wahlkreis Hamm-Unna II direkt gewählte Bundestagsabgeordnete Michael Thews (SPD) lebt in Brambauer.

### Kreistag
Simone Symma (SPD) vertritt Brambauer im Kreistag des Kreises Unna.

### Stadtrat
Klaus Lamczick, Martina Meier, Nina Kotissek (alle SPD), Gerhard Hagedorn, Paul Jahnke (CDU), sowie Andreas Dahlke (GfL) vertreten Brambauer im Stadtrat der Stadt Lünen.

## Kultur, Sport und Freizeit
In der ehemaligen Zechenkolonie der Zeche Minister Achenbach befindet sich das Bergarbeiter-Wohnmuseum, das vom Förderverein Bergarbeiter-Wohnmuseum e. V. der Wohnungsbaugesellschaft Glückauf betrieben wird. Sowohl das Bergarbeiter-Wohnmuseum, als auch das Colani-Ei sind Bestandteil mehrerer Themenrouten der Route der Industriekultur. Ferner findet zweimal im Jahr in Brambauer das von der Brami Gemeinschaft e. V. initiierte „Brami“-Familienfest mit verkaufsoffenem Sonntag statt.
Brambauer hat mehrere Sportvereine, unter anderem den Fußballverein BV Brambauer-Lünen, der seit der Saison 2008/09 in der Westfalenliga Gruppe 2 spielt. Der Vorgängerverein BV Brambauer wurde 1962 Vizewestfalenmeister. Weiterhin gibt es den Wasserballverein SV Brambauer 50 e. V., der von 2007 bis 2009 in der 1. Bundesliga spielte, den Handballverein VfL Brambauer 1925 e. V. und den Poolbillardverein 1. PBC Lünen 78/09, dessen Vorgängerverein PBC Brambauer mehrere Jahre in der 1. Bundesliga spielte und 1999 den Deutschen 8-Ball-Pokal gewann. Außerdem findet Ende September eines jeden Jahres der „Lüner Hanselauf“ in Brambauer statt.
Brambauer besitzt zudem zwei Parks, den Volkspark und den Nordpark am Freibad. Darüber hinaus liegt am südöstlichen Rand des Ortsteils das Naherholungsgebiet Mühlenbachtal.

## Kuriosa

### Grenze
Eine der Straßen an der Stadtgrenze zu Waltrop hat zwei Namen: Die nördliche Straßenseite liegt auf Waltroper Stadtgebiet und heißt Grenzstraße, die südliche Straßenseite liegt auf Lüner Stadtgebiet und heißt Friedhofstraße. Die zur Waltroper Grenzstraße gehörenden Häuser werden von der Lüner Müllabfuhr bedient. Die Waltroper Straßenseite hat die Waltroper Telefonvorwahl 0 23 09, während die Lüner Straßenseite über die Dortmunder Telefonvorwahl 02 31 erreichbar ist.
Das zu Waltrop gehörende Haus Kanonenstraße 89 befindet sich nicht an der Kanonenstraße, sondern an der Verlängerung der auf Lüner Gebiet liegenden Straße Am Freistuhl. Mit Fahrzeugen kann man das Haus nur über Lüner Gebiet erreichen. Es wird von der Waltroper Müllabfuhr bedient.

### Lied
Es gibt ein Lied über Brambauer, das auch als Brambauer Rap bezeichnet wird. Es wird von der Gruppe SL Recordz interpretiert.